# ناقوسیان کهن
ناقوسیان کهن (نام علمی: Neopseustidae) نام یک تیره از زیرراسته پیچ‌زبانان است.